# 타도코로 다쿠야

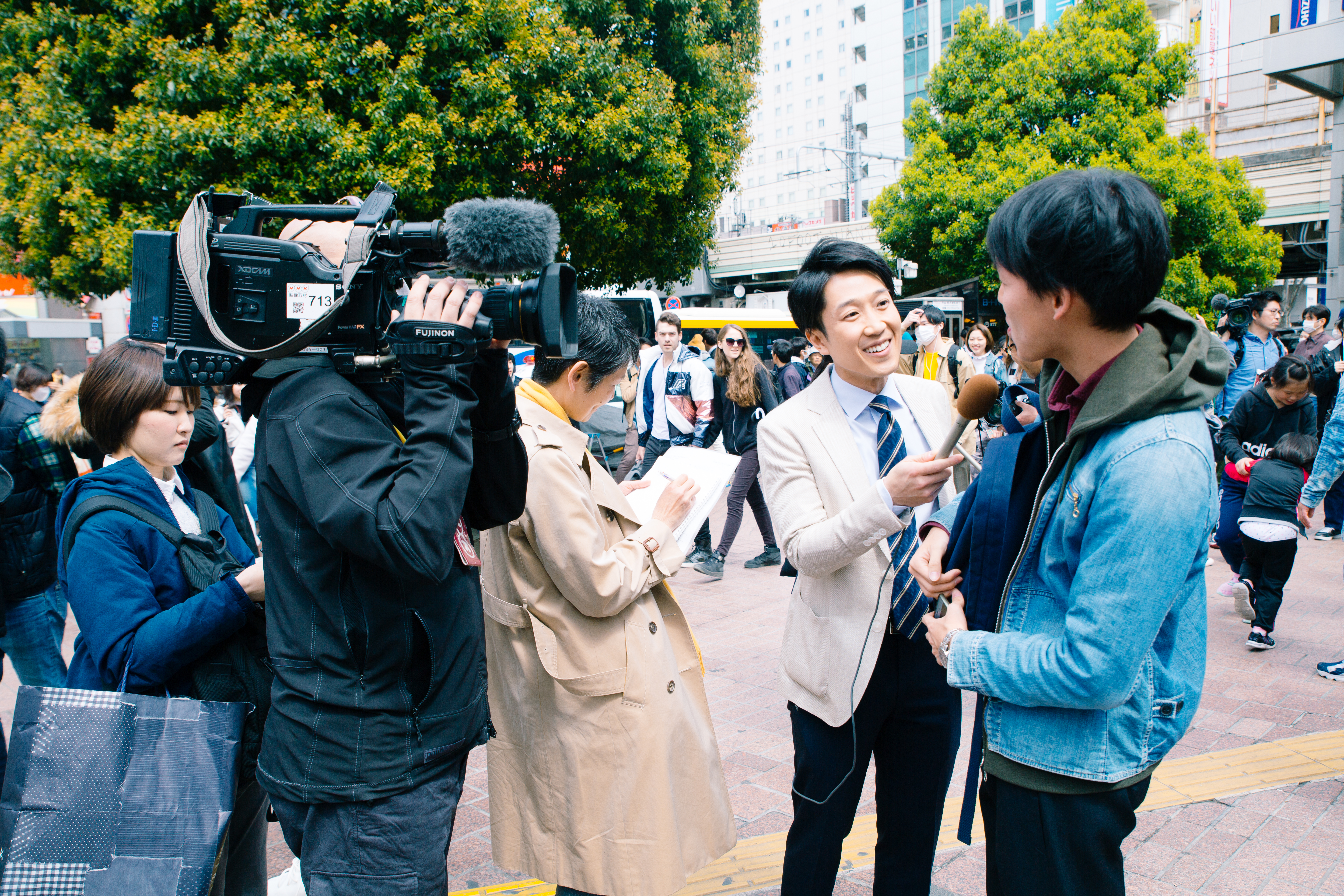
2019

타도코로 다쿠야(田所 拓也 たどころ たくや, 1982년 5월 13일 ~ 일본 아이치현)은 일본의 언론인이며 NHK 소속의 남성 아나운서이다.

## 생애 및 입사
그는 1982년 5월 13일 일본 아이치현 출신으로 도쿄도에 호세이 대학 부속 중학교와 고등학교를 졸업하고 호세이 대학 사회학부를 졸업을 하고 2005년에 NHK에 입사를 했다. 그는 첫 발령지인 NHK 고베 방송국에서 시작을 해서 NHK 구마모토 방송국→NHK 나가노 방송국을 거치고 2016년 4월부터 현재 NHK 방송 센터에서 활동을 하고 있다.

## 특이 사항
그는 취미가 육상이고 특기는 특이하게 대식가이다. 먹는 것을 좋아한다.